# Francon
Francon (okzitanisch gleichlautend) ist eine französische Gemeinde mit 239 Einwohnern (Stand: 1. Januar 2022) im Département Haute-Garonne in der Region Okzitanien (zuvor Midi-Pyrénées). Montberaud gehört zum Arrondissement Muret und zum Kanton Cazères. Die Einwohner werden Franconais genannt. 

## Geografie
Francon liegt etwa 47 Kilometer südwestlich von Toulouse an der Louge, die die Gemeinde im Süden begrenzt. Francon wird umgeben von den Nachbargemeinden Montégut-Bourjac im Norden, Montoussin im Osten und Nordosten, Mondavezan im Osten und Südosten, Lescuns im Süden und Südosten, Terrebasse im Süden und Südwesten, Samouillan im Westen sowie Lussan-Adeilhac im Nordwesten.

## Bevölkerungsentwicklung
| Jahr                      | 1962 | 1968 | 1975 | 1982 | 1990 | 1999 | 2006 | 2013 | 2019 |
| Einwohner                 | 180  | 181  | 169  | 173  | 172  | 168  | 181  | 229  | 244  |
| Quelle: Cassini und INSEE |      |      |      |      |      |      |      |      |      |

## Sehenswürdigkeiten
- Kirche Saint-Amans